# Монеты эллинистического Египта

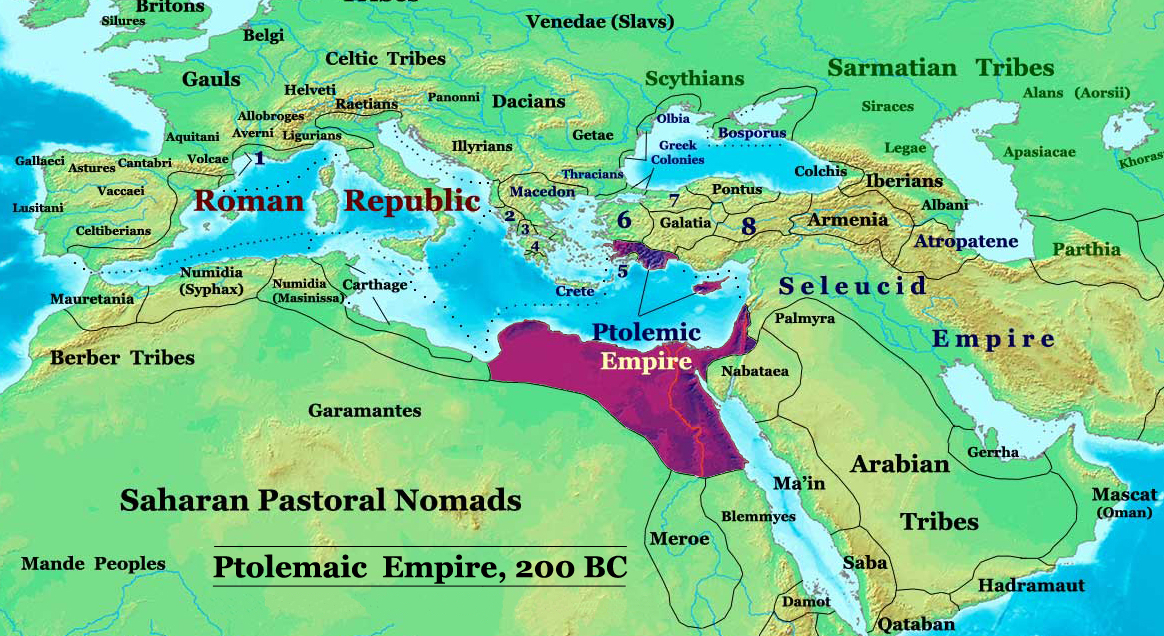
Эллинистический Египет в 200 году до н. э.

Монеты эллинистического Египта относятся ко времени правления династии Птолемеев в Египте и, частично, ко времени римской власти в Египте.
Чеканка монет в эллинистическом Египте была самобытной. Она основывалась на Финикийском (или Птолемеевом) весовом стандарте (около 14,20 грамм в тетрадрахме). Такой стандарт не соответствовал господствовавшему в эллинистических государствах аттическому стандарту. Соответственно, египетские монеты весили меньше, чем в других эллинистических государствах. В плане внешнего вида монеты, изготавливаемые из серебра, наследовали традиции современной им греческой чеканки: на них обычно изображались правящие цари. Особый процесс изготовления монет в птолемееву эпоху часто оставлял на отчеканенных монетах характерный след в виде небольшого углубления в центре монеты; подобные артефакты можно найти на монетах Селевкидов.
На протяжении большей части своей истории, Египет проводил решительную политику единой валюты с конфискацией иностранных монет, найденных на его территории, и навязывая зависимым территориям Птолемеев весовой стандарт. Даже в тех редких случаях, когда этим территориям позволялось иметь свои валюты, например, еврейским общинам в Палестине, они всё равно обязаны были соблюдать Птолемеев вес. Такая политика наряду с инфляцией и возрастающей сложностью добычи серебра, стала причиной денежной изоляции Египта.
После прерывания династии Птолемеев и подчинения Египта Римской Империи его валюта какое-то время ещё оставалась в обращении вплоть до правления императора Нерона. Серебряные монеты египтян были переплавлены, а римские денарии и ауреусы не имели хождения в Египте, что стало продолжением денежной изоляции страны.

## Внешний вид и символика

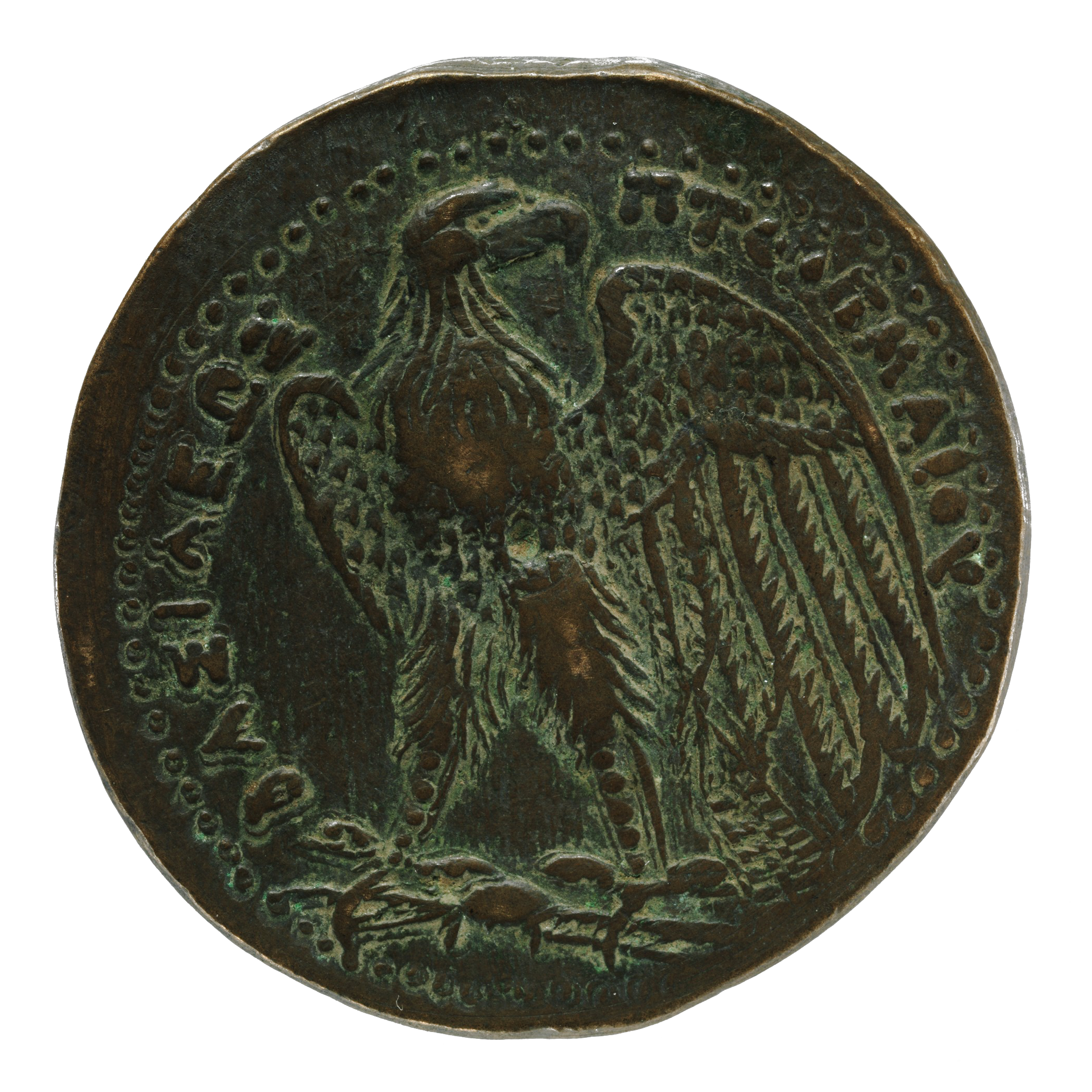
Реверс бронзовой монеты Птолемея II. Хорошо видно углубление в центре. Изображён символ Птолемеев — орёл на молнии

В монетном деле эллинистического Египта использовали финикийский весовой стандарт вместо привычного для других государств аттического стандарта. Финикийский стандарт, также называемый птолемеевым стандартом, составлял около 14,20 грамм в тетрадрахме. Распространённый в эллинистических государствах аттический весовой стандарт составлял около 17,26 грамм в тетрадрахме. Помимо отличной весовой системы, Египет при Птолемеях стремился получить полный контроль над оборотом монет.
В художественном плане на монеты Птолемеевского Египта влиял дизайн современных им греческих монет. Привычным символом династии Птолемеев был сидящий на молнии орёл, впервые появившись при Птолемее I Сотере. Необычными для эллинистического мира являются монетные сюжеты на так называемых «династических выпусках». Птолемей II Филадельф женился на своей родной сестре Арсиное II, сделав ту полноправной царицей. Египетские фараоны традиционно женились на своих сёстрах, чтобы обозначить связь с священным союзом между божеств Осириса и Исиды, однако для эллинистического мира это не было нормой. Чеканились монеты с изображением бюстов монархов на одной стороне. Есть медалевидная монета, на которой с одной стороны изображены Птолемей II и Арсиноя II, а другую сторону украшают Птолемей I и Береника I, отчеканенная уже после смерти Арсинои II. Царица имела большое влияние, которое даже после смерти оказывало влияние на религиозную жизнь египтян. Впоследствии Арсиноя II была обожествлена.
Процесс изготовления монет в эллинистическом Египте имел сходство с технологией чеканки селевкидов. Характерным признаком таких монет служить небольшое круглое углубление в центре монеты.

## Монетные дворы
Первый монетный двор при Птолемеях появился в Мемфисе. Позже он был перенесён в Александрию.
Город Тир был самым важным прибрежным городом из пяти птолемеевых городов с монетными дворами в Сирии. После войны с Селевкидами Келесирия с городом Птолемаидой отошла Селевкидам. Город, переименованный в Антиохию, продолжил чеканку монет по финикийскому стандарту. Продуктивный монетный двор Антиохии был одним из самых активных в государстве Селевкидов. Вполне вероятно, что этот город чеканил серебряную монету без перерыва даже когда отошёл другому государству — будучи очень важным городом в Финикии. Вместе с тем прекратил работу завоёванный монетный двор в городе Яффо.
В Греции чеканка египетских монет в основном происходила в Пелопоннесе и Эвбее. Однако Коринф не чеканил египетские деньги на протяжении своего краткого подчинения.
На Кипре находились важные монетные дворы, и на острове было изготовлено большое количество египетских монет эпохи Птолемеев, начиная с 200 года до н. э. и заканчивая 80 годом до н. э. Кипр был более богат на серебро, нежели Египет. Большинство серебряных и золотых монет кипрской чеканки II века до н. э. легко идентифицируются и поддающаяся датировке, поскольку содержат сокращения монетных дворов и даты. Кипрские монетные дворы этого периода находились в Саламине (сокр. «ΣA»), Китионе (сокр. «KI») и Пафосе (сокр. «Π», а позже как «ΠA»). Между тем, Крит в финансовом плане был более независим, на нём не чеканились египетские монеты. Напротив, в монетном деле Критские города были автономны и чеканили собственную монету.
Нет доказательств существования эллинистических египетских монетных дворов в Малой Азии. Известно, что Киликия и Ликия имели независимые монетные дворы, изготавливая местные валюты. Вероятно, в Карии, Ликии, Памфилии и Киликии хождение монет Птолемеев было малым. Чеканка своей серебряной монеты в Памфилии была пресечена Птолемеями. Вполне вероятно, что люди в Южной Малой Азии могли не использовать монеты в повседневных экономических сделках.

## История

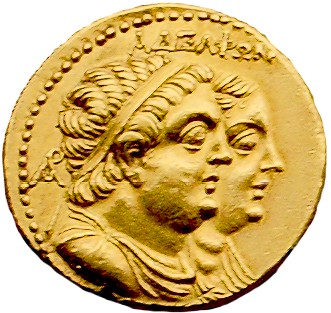
Птолемей II Филадельф (спереди) и его сестра-жена Арсиноя II

В Египте золота было больше, чем серебра, точное их соотношение остаётся неясным. Серебро, вероятно, в значительных количествах привозилось из-за рубежа. Кроме того, подчинённый Кипр добывал своё серебро, шедшее на изготовление монет на территории острова.
До Птолемеев Египет не имел собственной монеты Во время правления Птолемеев Египет из широко свободной от валюты страны превратился в значительно монетизированное государство к концу III века до н. э. Значительное влияние на этот процесс оказал царь Птолемей II Филадельф. До Птолемеев в качестве средства обмена в Египте использовали медь и зерно. Помимо монетной системы, правление Птолемеев принесло в страну банковское дело и налог на земледелие. Основание греческой торговой колонии Навкратис совпало с укреплением торговых отношений Египта и Греции.

### Денежная изоляция
Эллинистический Египет не придерживался распространённого в других странах аттического стандарта в монетном деле. Вместо этого в Египетском царстве использовался финикийский стандарт, из-за чего монеты египтян в целом весили меньше, чем в других эллинистических государствах. Недолго египтяне использовали родосский стандарт в процессе перехода к финикийскому. Возможной причиной для такого весьма краткосрочного использования родосского стандарта может быть результат крепких торговых связей с островом Родос. Родосский стандарт был легче, чем аттический, но тяжелее, чем финикийский. Процесс перехода от одного стандарта к другому показывает планомерное снижение веса монеты. Несмотря на это совпадение, политические причины и торговые связи по-прежнему предлагают лучшее объяснение такому феномену, нежели предлагаемая теория о том, что стоимость серебра была оценена во время правления Птолемея I.
На протяжении большей части истории эллинистического Египта государство проводило жёсткую политику в отношении иностранных монет. Они конфисковались государством и заменялись местной валютой. Египет Птолемеев навязывал собственную монетную систему в своих зарубежных владениях. В редких случаях, когда отдельным несвободным городам было разрешено сохранить свои местные деньги, такие города были вынуждены конвертировать свою валюту согласно финикийскому стандарту. Одним из таких примеров служит еврейская община в Палестине, которой разрешалась чеканка монет с именами своих магистратов. Однако локальная местная еврейская валюта исчезла уже в III веке. Для сравнения, политика соседнего царства Селевкидов была менее строгой в контроле над монетными дворами.

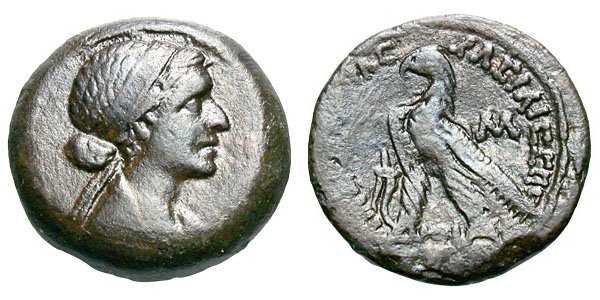
Клеопатра VII. 51–30 гг. до н. э., 40 драхм, отчеканенных в Александрии; аверс: бюст Клеопатры VII с диадемой. Реверс: Орёл, стоящий на молнии. Легенда: «ΒΑΣΙΛΙΣΣΗΣ ΚΛΕΟΠΑΤΡΑΣ».

Во время правления основателя царства Птолемея I Сотера зависимым территориям было разрешено иметь собственные валюты. Дата ликвидации собственных локальных валют зависит от региона. Ещё во время правления первого царя началось формирование изоляции денежной системы. В Египте и Сирии Птолемей I прекратил местную чеканку монет с изображениями Александра Македонского. Монеты с отчеканенным ликом Александра были распространены в государствах-правопреемниках Македонской империи. С началом царствования на Кипре Лагидов, местная монета была устранена. Для ликвидации собственной монеты в Кирене Египту потребовалось больше времени. На Крите местная валюта продолжила существование.
Из-за трудности добычи серебра в Египте Птолемеев бронзовая чеканка в значительной степени вытесняла серебряную. Помимо этого, денежная изоляция усугублялась прочими факторами, такими как высокая инфляция и придерживание собственного весового стандарта вместо всеобще признанного. Серебряные монеты первых Птолемеев были выполнены из чистого серебра, но к моменту правления Клеопатры монеты подвергались значительной порче. Несмотря на финансовые трудности в царстве Птолемеев, заметный экономический спад начался только в 136 году до н. э. После экономической реформы Клеопатры в 51 году до н. э. был выпущен тип статера, содержащего всего треть чистого серебра.

### Эпоха римского завоевания
После исчезновения династии Птолемеев и присоединения страны к растущей Римской Империи отчеканенные при Птолемеях серебряные монеты какое-то время продолжали хождение. Они исчезли из оборота только ко времени правления римского императора Нерона. Вероятно, к этому времени монеты были переплавлены в провинциальные монеты. Как и во времена Птолемеев, Римский Египет сохранил закрытую монетную систему — денарии и ауреусы не имели хождения в провинции.

## Описания некоторых монет
| Золотые монеты |             |             |                            | |                       |          |
| Номинал        | Изображение | Изображение | Годы чеканки               | Описание | Место чеканки         | Источник |
| Номинал        | Аверс       | Реверс      | Годы чеканки               | Описание | Место чеканки         | Источник |
| Тетрадрахма    |             |             | —                          | Аверс:Голова Арсинои II покрыта вуалью и украшена диадемой, вправо. Буква «К» слева. Точечный ободок. Реверс:Двойной рог изобилия, перевязанный лентой. Легенда: «ΑPΣINOHE ФIΛAΔEΛФOY» Точечный ободок. Диаметр:от 23,2 до 24,1 мм Вес:12,92 г                    | Александрия           | [ 18 ]   |
| Тетрадрахма    |             |             | —                          | Аверс:Парный бюст Птолемея II и Арсинои II, вправо. Слева от бюста галльский щит. Легенда вверху: «АΔЕΛФON». Точечный ободок. Реверс:Парный бюст Птолемея I и Береники I, вправо. Легенда вверху: «ΘЕΩN». Точечный ободок. Диаметр:от 20,5 до 20,8 мм Вес:13,86 г | Александрия           | [ 18 ]   |
| Пентадрахма    |             |             | около 280-270 гг. до н. э. | Аверс:Голова Птолемея I в диадеме, вправо. Точечный ободок. Реверс:Орёл стоит на молнии, слева монограмма «I» над щитом. Легенда: «Надпись ПТОΛЕМAIOY — ВАΣIΛEΩΣ». Точечный ободок. Диаметр:от 22,3 до 24,5 мм Вес:17,82 г                                        | Александрия           | [ 19 ]   |
| Статер         |             |             | около 300 г. до н. э.      | Аверс:Голова Птолемея I в диадеме с эгидой на плечах, вправо. Реверс:Александр III Великий с молнией в руке на квадриге, запряжённой слонами, влево. Внизу под чертой ветвь с плодами. Диаметр:от 17,2 до 18,6 мм Вес:7,04 г                                      | Евхеспариды (Бенгази) | [ 20 ]   |